# Celnik koronny
Celnik koronny (łac. teloneator Regni) – urzędnik w Królestwie Polskim.

## Celnicy koronni
- Mikołaj Lutomirski h. Jastrzębiec (1546 r.)[1][2]
- Jakub Rokossowski h. Glaubicz (1573 r.)[3]
- Jan Rusinowski h. Godziemba (1598 r.)[4]
- Stanisław Branicki h. Gryf (1617 r.)[5]
- Antoni Gruszecki h. Lubicz (1772)[6]